# 25a edició dels Premis Sant Jordi de Cinematografia
La 25a edició dels Premis Sant Jordi de Cinematografia va tenir lloc el 24 d'abril de 1981, patrocinada per Ràdio Nacional d'Espanya. Els premis es van donar a conèixer el dia 4 d'abril.
L'entrega va comptar amb la presència del governador civil de Barcelona Josep Coderch i Planas i el regidor de l'ajuntament de Barcelona Lluís Reverter Gelabert, i fou presentada per Ricard Fernández Deu. Va gaudir de la presència de Jaume Salom, Guillermina Motta, Mary Santpere, Mercè Sampietro, Amparo Soler Leal, Núria Feliu, Teresa Gimpera, Isabel Mestres, Elisenda Ribas, Josep Maria Forn, Ventura Pons, Enric Majó, Carme Molina, Joan Borràs, Marta May i Joan Munsó i Cabús. En acabar la cerimònia es va projectar la pel·lícula Com eliminar el seu cap, protagonitzada per Jane Fonda, Lily Tomlin i Dolly Parton.

## Premis Sant Jordi
| Categoria                       | Premiat                         | Labor premiada                       |
| ------------------------------- | ------------------------------- | ------------------------------------ |
| Millor pel·lícula espanyola     | Patrimonio nacional             | Pel·lícula                           |
| Millor pel·lícula estrangera    | El meu oncle d'Amèrica          | Alain Resnais                        |
| Millor interpretació espanyola  | Patricia Adriani                | El Nido Dedicatoria Sus años dorados |
| Millor interpretació estrangera | Nicole Garcia                   | El meu oncle d'Amèrica               |
| Millor pel·lícula infantil      | El cavall negre                 | Carroll Ballard                      |
| Millor curtmetratge espanyol    | Un matí qualsevol               | Antoni Verdaguer i Serra             |
| Millor curtmetratge estranger   | Asparagus                       | Suzan Pitt                           |
| Premi Especial del Jurat        | Fernando Méndez-Leite von Haffe | -                                    |